# Hoplitis matheranensis
Hoplitis matheranensis là một loài Hymenoptera trong họ Megachilidae. Loài này được Michener mô tả khoa học năm 1966.